# 高知県建設職業能力開発短期大学校
高知県建設職業能力開発短期大学校（こうちけんけんせつしょくぎょうのうりょくかいはつたんきだいがっこう）は、職業訓練法人高知県建設業訓練協会が設置し、社団法人高知県建設業協会（現・一般社団法人高知県建設業協会）が運営していた認定職業訓練による職業能力開発短期大学校。2012年3月閉校。
建設業法に基づき、国土交通大臣による指定学科の認定（建設業法第７条） を受けており、修了後、2年以上の実務経験を有した場合、2級土木施工管理技士技術検定の受検資格が認められ、受検しようとする種目が1級土木施工管理で受検しようとする種目に関し指導監督的実務経験1年以上を含む、5年以上の実務経験を有して1級技術検定の受検資格が認められていた。

## 設置訓練科
- 土木システム工学科

## 所在地
- 高知県南国市十市3535

## 訓練方法
4月から入学し12月までの9ヵ月間昼間開校。4月から7月まで平日5日間で、学校における集合訓練として8月から12月まで週2日間で行っていた。その他の日は、会社での現場施工実習であった。 

## 入学条件と訓練期間
- 2年間 高卒

## 沿革
- 1970年 高知県建設業訓練協会が設立され、高知市一宮に高知県建設高等訓練校（職業訓練校）を設置
- 1994年 労働省から人材育成プロジェクト事業実施団体指定
- 1997年 高知県知事より校舎建設許可
- 1998年 高知県建設高等訓練校を現在地に移転し職業能力開発短期大学校として高知県知事認定をうける
- 1998年 開校
- 2012年 閉校

## 概要
建設工事における施工に関する基礎的技能と土木工学における計画や設計と管理などの工学技術と知識を習得し、優秀な技能技術者を養成することを目的に開校準備をすすめた。1996年、実施報告書を当時の労働省へ提出。それまでの職業訓練校（現・職業能力開発校）をベースに、職業訓練校（普通課程）はこれまで通りに存続させ、新たに専門課程による職業能力開発短期大学校を設置していた。